# Helmut Scheunchen
Helmut Harry Scheunchen (* 22. November 1945 in Esslingen am Neckar) ist ein deutscher Cellist und Musikwissenschaftler.

## Leben
Seine Familie stammte väterlicherseits aus Hermsdorf bei Sagan im Landkreis Sprottau (Niederschlesien). Nach seiner Schulzeit in Esslingen studierte Scheunchen an der Hochschule für Musik und Darstellende Kunst Stuttgart und der Hochschule für Musik und Theater München im Hauptfach Violoncello, außerdem Tonsatz, Musikgeschichte und Neue Musik. 1972 wurde er als Cellist Mitglied bei der Stuttgarter Philharmonikern und gastierte in allen großen Konzertsälen Deutschlands und Europas, aber auch in Japan (Tokio, Suntory Hall), USA (New York City, Carnegie Hall) und Südamerika (Buenos Aires, Teatro Colón). 1983 wurde er zum Kammermusiker ernannt. Er wurde u. a. Mitglied der Gesellschaft für Musikgeschichte in Baden-Württemberg und der Gesellschaft für deutschbaltische Kultur an der Universität Tartu sowie Kuratoriumsmitglied der „Stiftung Kulturwerk Schlesien“.
Scheunchen organisierte eine Vielzahl von Aufführungen, darunter viele mit Werken schlesischer Komponisten oder solcher, die lange dort gewirkt hatten. Im Jahr 1986 gründete er, der stets auch musikwissenschaftlich arbeitete, ein Kammermusik-Ensemble, um die Forschungsergebnisse im Konzertsaal umzusetzen. Ab 1987 nannte man sich „Malinconia-Ensemble Stuttgart“. Mitglieder sind der Pianist Günter Schmidt von der Hochschule für Musik Würzburg, der Tenorsolist Dr. Helmut Holzapfel vom Württembergischen Staatstheater Stuttgart und Instrumentalsolisten der Stuttgarter Philharmoniker, darunter der Geiger Siegfried Hartauer. Das Repertoire des Ensembles reicht von frühen Klavierwerken und Liedern über die klassischen Kammermusikformationen bis zu groß- und gemischtbesetzten Kammermusikwerken in einer Spannweite vom 17. Jahrhundert bis in die Gegenwart. 150 Komponisten konnten bislang vorgestellt werden. Die Konzerte fanden im In- und Ausland statt, wobei die – stets auch gedruckte – „Programmreihe Malinconia – Synthese der Forschung“ besondere Bedeutung erlangte.
Als Musikwissenschaftler beschäftigte sich Scheunchen häufig mit ostdeutscher Musik unter dem besonderen Aspekt der deutsch-baltischen Musik. Er wirkte am großen Musiklexikon mit, das vom „Institut für Ostdeutsche Musik“ in Bergisch Gladbach herausgegeben wurde. Sein Hauptwerk ist das Lexikon deutschbaltischer Musik der „Georg Dehio-Gesellschaft“ mit 735 Hauptartikeln, mit mehreren tausend Musikwerken der Deutschbalten und, vermittelt von baltischen Musikwissenschaftlern, zahlreichen Werken estnischer und lettischer Komponisten.
Er trug in Erinnerung an seinen gleichnamigen Vater die Ostdeutsche Studiensammlung Helmut Scheunchen zusammen, ähnlich der Ostdeutschen Galerie in Regensburg, allerdings ohne den südostdeutschen und mitteldeutschen Raum. Schwerpunkte darin sind das 19. Jahrhundert, ostdeutsche Landschaften und abstrakte Malerei zwischen 1945 und 1950. Daraus erfolgten bereits Leihgaben für etliche Ausstellungen.
Er ist Redakteur der „Stuttgarter Philharmonischen Blätter“. Von 2005 bis 2009 war Scheunchen Zweiter Vorsitzender des „Vereins der Freunde und Förderer der Stiftung Kulturwerk Schlesien“.

## Veröffentlichungen (Auswahl)
- Herausgeber einiger Notendrucke
- Lexikon deutschbaltischer Musik. In: Schriftenreihe der Georg-Dehio-Gesellschaft. Verlag von Hirschheydt, Wedemark-Elze 2002, ISBN 3-7777-0730-9.
- Deutschbaltische Musikgeschichte. Institut für Ostdeutsche Musik
- Herausgeber der Reihe Kleine Monographien zur deutschbaltischen Musikgeschichte.
- Die Musikgeschichte der Deutschen in den baltischen Landen. In: Musikgeschichte Pommerns, Westpreussens, Ostpreussens und der baltischen Lande. Laumann-Verlag, Dülmen 1989, ISBN 3-87466-120-2.
- Mehrere Aufsätze in der Reihe Ostdeutsche Gedenktage
- Mehrere Aufsätze in der Zeitschrift Schlesien

## Auszeichnungen
- Ernst-Moritz-Arndt-Plakette (2001)
- Wissenschaftspreis der Georg-Dehio-Stiftung
- Johann-Wenzel-Stamitz-Preis der Künstlergilde Esslingen (2004)